# Roberto de' Nobili
Roberto de' Nobili (Montepulciano, 5 settembre 1541 – Roma, 18 gennaio 1559) è stato un cardinale italiano.

## Biografia
Nacque a Montepulciano il 5 settembre 1541 da Vincenzo de' Nobili e Maddalena dei conti di Montauto. Faceva parte della famiglia dei De Nobili di Montepulciano.
Papa Giulio III, suo bis-prozio, lo elevò al rango di cardinale nel concistoro del 22 dicembre 1553 e fino alla sua morte, avvenuta a soli 17 anni il 18 gennaio 1559, è stato il porporato italiano più giovane.